# Населення Нігерії
Населення Нігерії. Чисельність населення країни 2015 року становила 181,562 млн осіб (8-ме місце у світі). Оцінка кількості населення цієї держави враховує ефекти зайвої смертності через захворювання на СНІД. Чисельність нігерійців стабільно збільшується, народжуваність 2015 року становила 37,64 ‰ (12-те місце у світі), смертність — 12,9 ‰ (18-те місце у світі), природний приріст — 2,45 % (27-ме місце у світі) . 

## Природний рух

### Відтворення
Народжуваність у Нігерії, станом на 2015 рік, дорівнює 37,64 ‰ (12-те місце у світі). Коефіцієнт потенційної народжуваності 2015 року становив 5,19 дитини на одну жінку (13-те місце у світі). Рівень застосування контрацепції 15,1 % (станом на 2013 рік). Середній вік матері при народженні першої дитини становив 20,3 року, медіанний вік для жінок — 25—29 років (оцінка на 2013 рік).
Смертність у Нігерії 2015 року становила 12,9 ‰ (18-те місце у світі).
Природний приріст населення у країні 2015 року становив 2,45 % (27-ме місце у світі).

### Вікова структура

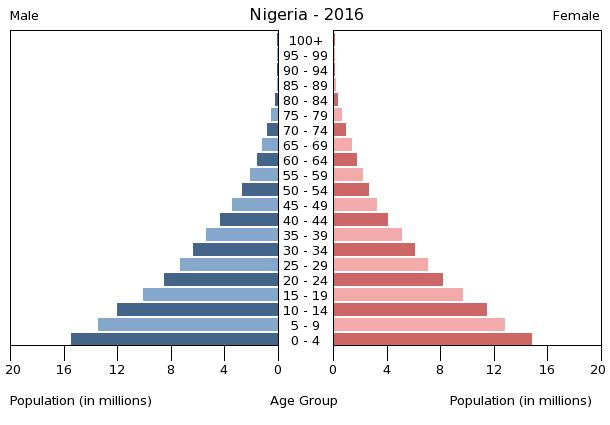
Віково-статева піраміда населення Нігерії, 2016 рік

Середній вік населення Нігерії становить 18,3 року (211-те місце у світі): для чоловіків — 18,2, для жінок — 18,4 року. Очікувана середня тривалість життя 2015 року становила 53,02 року (213-те місце у світі), для чоловіків — 52 роки, для жінок — 54,1 року.
Вікова структура населення Нігерії, станом на 2015 рік, мала такий вигляд:
- діти віком до 14 років — 43,01 % (39 960 275 чоловіків, 38 123 266 жінок);
- молодь віком 15—24 роки — 19,38 % (17 978 154 чоловіки, 17 210 308 жінок);
- дорослі віком 25—54 роки — 30,56 % (28 470 583 чоловіки, 27 018 101 жінка);
- особи передпохилого віку (55—64 роки) — 3,94 % (3 491 784 чоловіки, 3 669 348 жінок);
- особи похилого віку (65 років і старіші) — 3,11 % (2 687 373 чоловіки, 2 952 864 жінки)[1].

### Шлюбність— розлучуваність
Середній вік, коли чоловіки беруть перший шлюб, дорівнює 26,9 року, жінки — 19,3 року, загалом — 23,1 року (дані за 2008 рік).

## Розселення
Густота населення країни 2015 року становила 200 осіб/км² (64-те місце у світі).

### Урбанізація
Нігерія середньоурбанізована країна. Рівень урбанізованості становить 47,8 % населення країни (станом на 2015 рік), темпи зростання частки міського населення — 4,66 % (оцінка тренду за 2010—2015 роки).
Головні міста держави: Лагос — 13,123 млн осіб, Кано — 3,587 млн осіб, Ібадан — 3,16 млн осіб, Абуджа (столиця) — 2,44 млн осіб, Порт-Харкот — 2,343 млн осіб, Бенін-Сіті — 1,496 млн осіб (дані за 2015 рік).

### Міграції
Річний рівень еміграції 2015 року становив 0,22 ‰ (121-ше місце у світі). Цей показник не враховує різниці між законними і незаконними мігрантами, між біженцями, трудовими мігрантами та іншими.

#### Біженці й вимушені переселенці
Станом на 2016 рік у країні налічується 2,241 млн внутрішньо переміщених осіб, через терор угруповання Боко-Харам на півночі, ісламсько-християнськими сутичками в центральній частині, повіді, падіж худоби, виснаження природних ресурсів.
Нігерія є членом Міжнародної організації з міграції (IOM).

## Расово-етнічний склад
| Етнічний склад (2015 рік) | Етнічний склад (2015 рік) | Етнічний склад (2015 рік) | Етнічний склад (2015 рік) | Етнічний склад (2015 рік) |
| ------------------------- | ------------------------- | ------------------------- | ------------------------- | ------------------------- |
| Етнос:                    |                           |                           | Відсоток:                 |                           |
| хауса і фульбе            | хауса і фульбе            |                           | 29%                       | 29%                       |
| йоруба                    | йоруба                    |                           | 21%                       | 21%                       |
| ігбо                      | ігбо                      |                           | 18%                       | 18%                       |
| іджо                      | іджо                      |                           | 10%                       | 10%                       |
| канурі                    | канурі                    |                           | 4%                        | 4%                        |
| ібібіо                    | ібібіо                    |                           | 3.5%                      | 3.5%                      |
| тів                       | тів                       |                           | 2.5%                      | 2.5%                      |

Головні етноси країни: хауса і фульбе — 29 %, йоруба — 21 %, ігбо — 18 %, іджо — 10 %, канурі — 4 %, ібібіо — 3,5 %, тів — 2,5 %, загалом більше 250 народів і народностей.

## Мови
| Мови Нігерії (2015 рік) | Мови Нігерії (2015 рік) | Мови Нігерії (2015 рік) | Мови Нігерії (2015 рік) | Мови Нігерії (2015 рік) |
| ----------------------- | ----------------------- | ----------------------- | ----------------------- | ----------------------- |
| Мова:                   |                         |                         | Відсоток:               |                         |
| англійська              | англійська              |                         | %                       | %                       |
| хауса                   | хауса                   |                         | %                       | %                       |
| йоруба                  | йоруба                  |                         | %                       | %                       |
| ігбо                    | ігбо                    |                         | %                       | %                       |
| фульфульде              | фульфульде              |                         | %                       | %                       |

Офіційна мова: англійська. Інші поширені мови: хауса, йоруба, ігбо, фульфульде та ще більше ніж 500 дрібних мов і діалектів..

## Релігії
| Релігії в Нігерії (2014 рік) | Релігії в Нігерії (2014 рік) | Релігії в Нігерії (2014 рік) | Релігії в Нігерії (2014 рік) | Релігії в Нігерії (2014 рік) |
| ---------------------------- | ---------------------------- | ---------------------------- | ---------------------------- | ---------------------------- |
| Віросповідання:              |                              |                              | Відсоток:                    |                              |
| мусульмани                   | мусульмани                   |                              | 50%                          | 50%                          |
| християни                    | християни                    |                              | 40%                          | 40%                          |
| місцеві вірування            | місцеві вірування            |                              | 10%                          | 10%                          |

Головні релігії й вірування, які сповідує, і конфесії та церковні організації, до яких відносить себе населення країни: іслам — 50 %, християнство — 40 %, місцеві вірування — 10 % (станом на 2015 рік).

## Освіта
Рівень письменності 2015 року становив 59,6 % дорослого населення (віком від 15 років): 69,2 % — серед чоловіків, 49,7 % — серед жінок.
Дані про державні витрати на освіту у відношенні до ВВП країни, станом на 2015 рік, відсутні.

## Охорона здоров'я
Забезпеченість лікарями в країні на рівні 0,41 лікаря на 1000 мешканців (станом на 2009 рік). Загальні витрати на охорону здоров'я 2014 року становили 3,7 % ВВП країни (109-те місце у світі).
Смертність немовлят до 1 року, станом на 2015 рік, становила 72,7 ‰ (10-те місце у світі); хлопчиків — 77,55 ‰, дівчаток — 67,55 ‰. Рівень материнської смертності 2015 року становив 814 випадків на 100 тис. народжень (11-те місце у світі).
Нігерія входить до складу ряду міжнародних організацій: Міжнародного руху (ICRM) і Міжнародної федерації товариств Червоного Хреста і Червоного Півмісяця (IFRCS), Дитячого фонду ООН (UNISEF), Всесвітньої організації охорони здоров'я (WHO).

### Захворювання
Потенційний рівень зараження інфекційними хворобами в країні дуже високий. Найпоширеніші інфекційні захворювання: діарея, гепатит А і Е, черевний тиф, малярія, гарячка денге, жовта гарячка, лептоспіроз, шистосомози, менінгококовий менінгіт, гарячка Ласса, сказ (станом на 2016 рік).
2014 року зареєстровано 3,39 млн хворих на СНІД (2-ге місце в світі), це 3,17 % населення в репродуктивному віці 15—49 років (20-те місце у світі). Смертність 2014 року від цієї хвороби становила 174,3 тис. осіб (1-ше місце у світі).
Частка дорослого населення з високим індексом маси тіла 2014 року становила 9,7 % (146-те місце у світі); частка дітей віком до 5 років зі зниженою масою тіла становила 19,8 % (оцінка на 2014 рік). Ця статистика показує як власне стан харчування, так і наявну/гіпотетичну поширеність різних захворювань.

### Санітарія
Доступ до облаштованих джерел питної води 2015 року мало 80,8 % населення в містах і 57,3 % в сільській місцевості; загалом 68,5 % населення країни. Відсоток забезпеченості населення доступом до облаштованого водовідведення (каналізація, септик): в містах — 32,8 %, в сільській місцевості — 25,4 %, загалом по країні — 29 % (станом на 2015 рік). Споживання прісної води, станом на 2005 рік, дорівнює 13,11 км³ на рік, або 89,21 тонни на одного мешканця на рік: з яких 31 % припадає на побутові, 15 % — на промислові, 54 % — на сільськогосподарські потреби.

## Соціально-економічне становище
Співвідношення осіб, що в економічному плані залежать від інших, до осіб працездатного віку (15—64 роки) загалом становить 87,7 % (станом на 2015 рік): частка дітей — 82,6 %; частка осіб похилого віку — 5,1 %, або 19,5 потенційно працездатного на 1 пенсіонера. Загалом ці показники характеризують рівень потреби державної допомоги в секторах освіти, охорони здоров'я та пенсійного забезпечення, відповідно. За межею бідності 2010 року перебувало 70 % населення країни. Розподіл доходів домогосподарств у країні має такий вигляд: нижній дециль — 1,8 %, верхній дециль — 38,2 % (станом на 2010 рік).
Станом на 2013 рік у країні 95,5 млн осіб не мало доступу до електромереж; 45 % населення має доступ, в містах цей показник дорівнює 55 %, у сільській місцевості — 37 %. Рівень проникнення інтернет-технологій середній. Станом на липень 2015 року в країні налічувалось 86,138 млн унікальних інтернет-користувачів (9-те місце у світі), що становило 47,4 % загальної кількості населення країни.

### Трудові ресурси
Загальні трудові ресурси 2015 року становили 57,46 млн осіб (11-те місце у світі). Зайнятість економічно активного населення у господарстві країни розподіляється таким чином: аграрне, лісове і рибне господарства — 70 %; промисловість і будівництво — 10 %; сфера послуг — 20 % (станом на 1999 рік). 11,396 млн дітей у віці від 5 до 14 років (29 % загальної кількості) 2007 року були залучені до дитячої праці. Безробіття 2011 року дорівнювало 23,9 % працездатного населення, 2007 року — 4,9 % (177-ме місце у світі); серед молоді у віці 15—24 років ця частка становила 8,1 %.

## Кримінал

### Наркотики

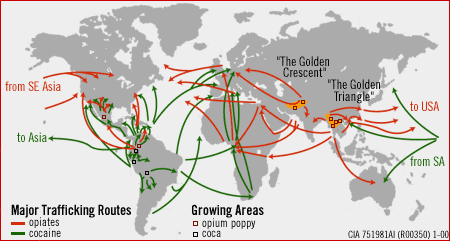
Світові маршрути наркотрафіку

Значна транзитна країна для наркотрафіку героїну і кокаїну на ринки Європи, Східної Азії та Північної Америки; значний споживач амфетамінів; великий міжнародний центр відмивання грошей, що підживлюється масованою корупцією й кримінальною активністю; уряд Нігерії запровадив ряд законодавчих актів, спрямованих на боротьбу з цим ганебним явищем, що дозволило виключити її з чорного списку ФАТФ 2006 року.

### Торгівля людьми
Згідно зі щорічною доповіддю про торгівлю людьми (англ. Trafficking in Persons Report) Управління з моніторингу та боротьби з торгівлею людьми Державного департаменту США, уряд Нігерії докладає значних зусиль у боротьбі з явищем примусової праці, сексуальної експлуатації, незаконною торгівлею внутрішніми органами, але законодавство відповідає мінімальним вимогам американського закону 2000 року щодо захисту жертв (англ. Trafficking Victims Protection Act’s) не повною мірою, країна перебуває у списку другого рівня.

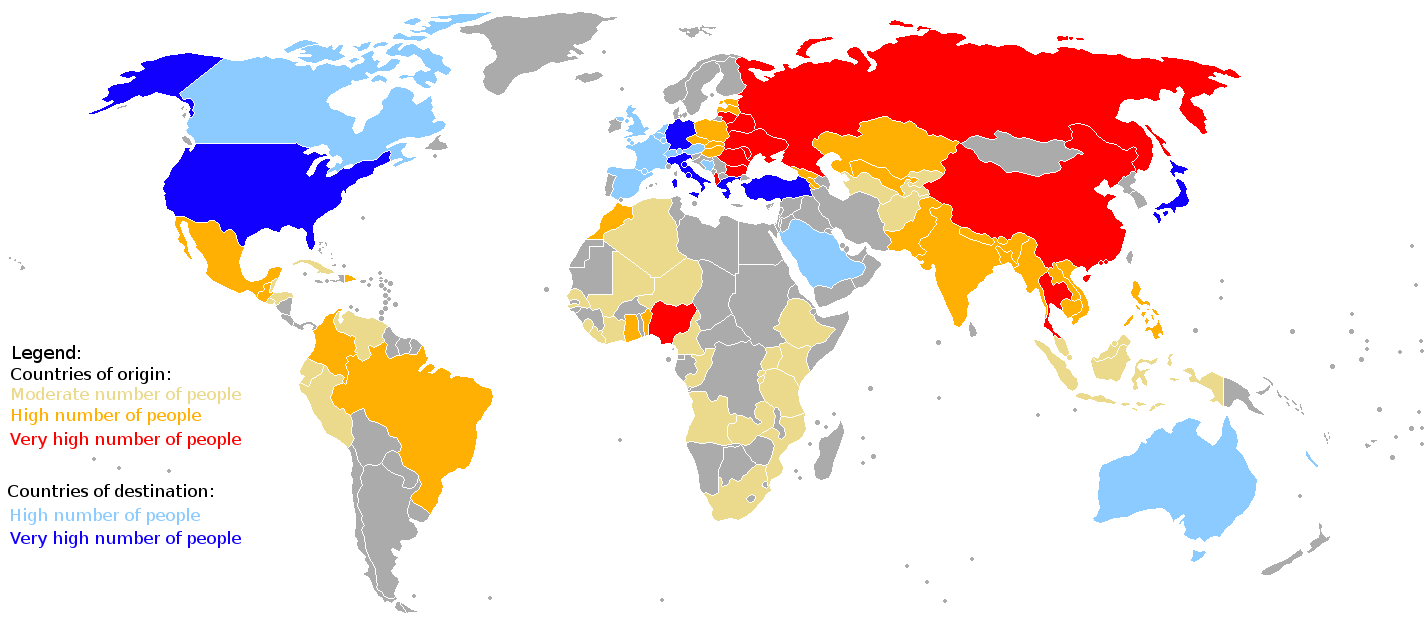
Країни-донори (червоний) і країни-реципієнти кримінальних потоків  (англ.)
Глобальна боротьба з торгівлею людьми (англ.)

## Гендерний стан
Статеве співвідношення (оцінка 2015 року):
- при народженні — 1,06 особи чоловічої статі на 1 особу жіночої;
- у віці до 14 років — 1,05 особи чоловічої статі на 1 особу жіночої;
- у віці 15—24 років — 1,05 особи чоловічої статі на 1 особу жіночої;
- у віці 25—54 років — 1,05 особи чоловічої статі на 1 особу жіночої;
- у віці 55—64 років — 0,95 особи чоловічої статі на 1 особу жіночої;
- у віці за 64 роки — 0,91 особи чоловічої статі на 1 особу жіночої;
- загалом — 1,04 особи чоловічої статі на 1 особу жіночої[1].

## Демографічні дослідження
Демографічні дослідження в країні ведуться рядом державних і наукових установ:

### Українською
- Атлас. 10—11 клас. Економічна і соціальна географія світу / упорядники :  О. Я. Скуратович, Н. І. Чанцева. — К. : ДНВП «Картографія», 2010. — ISBN 978-966-475-639-3.
- Атлас світу / голов. ред. І. С. Руденко ; зав. ред. В. В. Радченко ; відп. ред. О. В. Вакуленко. — К. : ДНВП «Картографія», 2005. — 336 с. — ISBN 9666315467.
- Безуглий В. В. Економічна і соціальна географія зарубіжних країн : Навчальний посібник. — К. : ВЦ «Академія», 2007. — 704 с. — ISBN 978-966-580-239-6.
- Безуглий В. В., Козинець С. В. Регіональна економічна і соціальна географія світу : Навчальний посібник. — видання 2-ге, доп., перероб. — К. : ВЦ «Академія», 2007. — 688 с. — ISBN 966-580-144-9.
- Головченко В. І., Кравчук О. Країнознавство: Азія, Африка, Латинська Америка, Австралія і Океанія. — К., 2006. — 335 с. — ISBN 966-8939-04-2.
- Гудзеляк І. І. Географія населення: Навчальний посібник / І. Гудзеляк. — Л. : Видавничий центр ЛНУ імені Івана Франка, 2008. — 232 с. — ISBN 978-966-613-599-8.
- Дахно І. І. Країни світу: Енциклопедичний довідник / І. І. Дахно, С. М. Тимофієв. — К. : Мапа, 2011. — 606 с. — (Бібліотека нового українця) — ISBN 978-966-8804-23-6.
- Дахно І. І. Економічна географія зарубіжних країн : навчальний посібник. — К. : Центр учбової літератури, 2014. — 319 с. — ISBN 978-611-01-0682-5.
- Джаман В. О. Регіональні системи розселення: демографічні аспекти. — Чернівці : Рута, 2003. — 392 с. — ISBN 9665685988.
- Дорошенко Л. С. Демографія: Навчальний посібник. — К. : МАУП, 2005. — 112 с. — ISBN 966-608-442-2.
- Дубович І. А. Країнознавчий словник-довідник. — 5-те вид., перероб. і доп. — К. : Знання, 2008. — 839 с. — ISBN 978-966-346-330-8.
- Економічна і соціальна географія країн світу. Навчальний посібник / За ред. Кузика С. П. — Л. : Світ, 2002. — 672 с. — ISBN 966-603-178-7.
- Загальна медична географія світу / В. О. Шевченко [та ін.] — К. : [б.в.], 1998. — 178 с.
- Книш М. М., Мамчур О. І. Регіональна економічна і соціальна географія світу (Латинська Америка та Карибські країни, Африка, Азія, Океанія) : навч. посіб. — Л. : ЛНУ ім. Івана Франка, 2013. — 368 с. — ISBN 978-617-10-0007-0.
- Крисаченко В. С. Динаміка населення: Популяційні, етнічні та глобальні виміри. — К. : Видавництво Національного інституту стратегічних досліджень, 2005. — 368 с. — ISBN 966-554-083-1.
- Любіцева О. О., Мезенцев К. В., Павлов С. В. Географія релігій. — К. : АртЕК, 1999. — 504 с. — ISBN 966-505-006-0.
- Масляк П. О. Країнознавство. — К. : Знання, 2007. — 292 с. — (Вища освіта XXI століття)
- Масляк П. О., Дахно І. І. Економічна і соціальна географія світу / П. О. Масляк, І. І. Дахно ; за ред. П. О. Масляка. — К. : Вежа, 2003. — 280 с. — ISBN 966-7091-53-8.

### Російською
- (рос.) Нигерия // Демографический энциклопедический словарь / главн. ред. Валентей Д. И. — М. : Советская энциклопедия, 1985. — 608 с.
- (рос.) Нигерия // Африка: энциклопедический справочник [в 2-х тт.] / гл. ред. А. Громыко. — М. : Советская энциклопедия, 1987. — Т. 2. — 671 с.
- (рос.) Нигерия // Страны и народы. Африка. Западная и Центральная Африка / Редкол. : М. Б. Горнунг, Г. Б. Старушенко (отв. ред.) и др. — М. : «Мысль», 1979. — 301 с. — (Страны и народы) — 180 тис. прим.
- (рос.) Атлас народов мира / Отв. ред. С. И. Брук и В. С. Апенченко. — М. : ГУГК ГГК СССР и Институт этнографии им. Н. Н. Миклухо-Маклая АН СССР, 1964. — 185 с. — 20 тис. прим.
- (рос.) Численность и расселение народов мира. Этнографические очерки / под ред. С. И. Брука. — М. : Издательство АН СССР, 1962. — 487 с.
- (рос.) Лаппо Г. М. География городов: Учебное пособие для географических факультетов вузов. — М. : Туманит, изд. центр ВЛАДОС, 1997. — 476 с. — ISBN 5-691-00047-0.
- (рос.) Ягельский А. География населения. — М. : Прогресс, 1980. — 383 с.